# Tasuku Tanonaka
Tasuku Tanonaka (田野中 輔, Tanonaka Tasuku, né le 23 septembre 1978) est un athlète japonais spécialiste du 110 mètres haies. 

## Carrière
Tasuku Tanonaka remporte les Championnats d'Asie d'athlétisme 2007 sur 110 mètres haies (13 s 51, vent favorable).
En 2010, il devient champion du Japon sur 110 mètres haies (13 s 58).
Ce titre le qualifie pour la Coupe continentale d'athlétisme 2010 à Split, au sein de l’équipe d’Asie/Pacifique. Il prendra la 7e place en 13 s 92.

### Palmarès
| Année | Compétition           | Lieu     | Résultat | Performance |
| ----- | --------------------- | -------- | -------- | ----------- |
| 2007  | Championnats d'Asie   | Amman    | 1er      | 13 s 51     |
| 2010  | Championnats du Japon | Marugame | 1er      | 13 s 58     |

### Records
| Épreuve          | Performance | Lieu  | Date          |
| ---------------- | ----------- | ----- | ------------- |
| 110 mètres haies | 13 s 55     | Chiba | 15 avril 2006 |